# لحظة ميلاد (مسلسل)
لحظة ميلاد، مسلسل مصري سنة 2011.

## قصة المسلسل
تدور أحداث المسلسل في إطار اجتماعي حيث إحدى الطبيبات التي تتزوج من زميل لها جمع بينهما الحب وسعى سويا لتكوين أسرة سعيدة إلا أن ظروف الحياة والظروف المادية تضطره إلى السفر للخارج والعمل لتحسين المستوى المادي وهناك يتعرف على إحدى السيدات ويتزوج منهاوتتوالى الاحداث.

## بطولة
أشرف طلبة، جيهان قمري، فتوح أحمد، عبد الرحيم حسن، نشوى مصطفى، محمد مرزبان، عزه بهاء، أحمد الحلواني، أحمد رفعت، أشرف صالح، فاتن شعبان، كريم الحسيني، ثريا إبراهيم، صابرين، شروق، لمياء الأمير، كمال أبو ريه، أحمد خليل، صلاح رشوان، أيتن عامر، سامح أبو الغار، عيد أبو الحمد، نرمين كمال، بهجت عدلي، حسام الجندي، محمد عبد الحافظ، سماح السعيد، منار الغيطي، بسمة ياسر، عبير الضمراني، جمال يوسف، وائل شاهين، غرام هندي، نجلاء شعير، رامي يوسف، جورج صبري، جلال الهجرسي، شيماء عباس، سمر علام، تامر القاضي، أدهم أشرف، الطفلة سندس.

## تصوير
محمود عطا، خالد اللوزي

## تأليف
سماح الحريري

## إخراج
- اشرف السايس (مساعد مخرج)
- علاء وجدي (مخرج منفذ)
- وليد عبد العال (مخرج)

## إنتاج
شركة صوت القاهرة للصوتيات والمرئيات

## وصلات خارجية
https://www.elcinema.com/work/2003974/